# ناحیه گالا، شهرستان پوپ، آرکانزاس
ناحیه گالا، شهرستان پوپ، آرکانزاس (به انگلیسی: Galla Township) یک منطقهٔ مسکونی در ایالات متحده آمریکا است که در شهرستان پوپ، آرکانزاس واقع شده‌است. ناحیه گالا ۳٬۵۲۳ نفر جمعیت دارد و ۱۰۴٫۸۵ متر بالاتر از سطح دریا واقع شده‌است.